# Brochowski Szlak Łącznikowy
 Brochowski Szlak Łącznikowy to turystyczny szlak pieszy w zachodniej części Kampinoskiego Parku Narodowego doprowadzający turystów do zabytkowego kościoła w Brochowie.

## Opis
Szlak łączący Brochów z terenami Kampinoskiego Parku Narodowego. Trasa wiedzie przez wsie, pola i zagajniki oraz wydmy południowego pasa wydmowego Puszczy Kampinoskiej. Największą atrakcją szlaku jest zabytkowy, gotycko-renesansowy obronny kościół w Brochowie

## Bieg szlaku

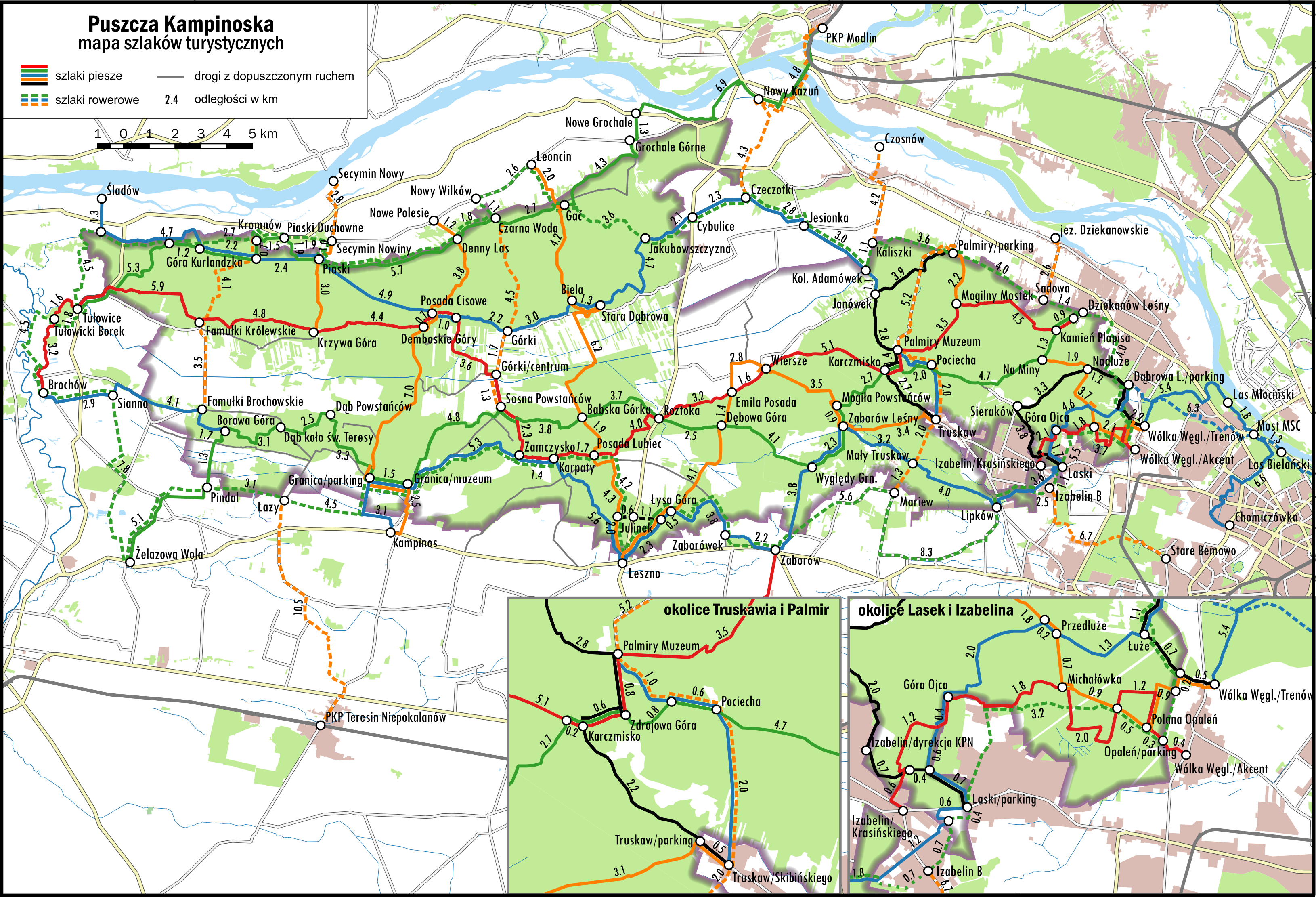
Szlaki piesze w KPN

| km  | Miejsce / Miejscowość | Atrakcje         | Połączenie ze szlakiem                                      |
| --- | --------------------- | ---------------- | ----------------------------------------------------------- |
| 0,0 | Brochów               | kościół z XVI w. | Główny Szlak Puszczy Kampinoskiej Kampinoski Szlak Rowerowy |
| 3,0 | Brochów-Kolonia       |                  | Kampinoski Szlak Rowerowy                                   |
| 7,0 | Famułki Brochowskie   |                  |                                                             |
| 8,3 | Borowa Góra           |                  | Południowy Szlak Leśny                                      |